# مایکل اوکشات
مایکل جوزف اوکشات (به انگلیسی: Michael Joseph Oakeshott) فیلسوف و تاریخ‌دان بریتانیایی است. او را اغلب با عنوان نظریه‌پرداز سیاسی محافظه‌گرایی معرفی کرده‌اند اما خود وی این عنوان را رد کرده و معتقد است که محافظه‌گرایی او درونی است.
او از مخالفان ناسیونال سوسیالیسم و مارکسیسم بود و این از سخنرانی‌هایش در دهه ۱۹۳۰ مشخص است. او منتقد بسیاری از مورخان بزرگ در کمبریج همچون ای.اچ.کار، مورخ اتحاد جماهیر شوروی بود و مدعی بود که این دسته افراد دیدگاه‌های طرفداران بلشویک‌ها را پذیرفته‌اند.

## زندگی

### آغاز زندگی
مایکل اوکشات (Michael Oakeshott) در ۱۱ دسامبر ۱۹۰۱ در شفیلد انگلستان متولد شد. پدرش کارمند دولت و از اعضای سرشناس گرایش سوسیالیستی معتدل بود که در سال ۱۸۸۴ در انگلستان تشکیل شد و در واقع پایه حزب کارگر محسوب می‌شود. تحصیلات ابتدایی خود را از سال ۱۹۱۲ تا ۱۹۲۰ در مدرسه جرج هارپن دن گذراند، او ۱۹۲۰ برای تحصیل در رشته تاریخ وارد کمبریج شد؛ دوره‌ای که آغاز شکوفایی او بود. بسیاری از استادان بزرگ کمبریج او را ستودند. او موفق شد مدرک فوق لیسانس خود را در ۱۹۲۳ در رشته تاریخ از کمبریج بگیرد و پس از مدتی به عنوان یک مورخ در این دانشگاه استخدام شود.
گفته می‌شود که اوکشات در دهه ۱۹۲۰ در جلسات درس مارتین هایدگر در ماربورگ شرکت کرده‌است. هر چند در این مورد شواهد چندانی وجود ندارد. اوکشات در تمام آثار خود فقط دو بار به هایدگر استناد کرده‌است.

### جنگ جهانی دوم
در پی جنگ جهانی دوم، اوکشات در سال ۱۹۴۱ به ارتش بریتانیا پیوست. اوکشات پس از جنگ، بارها رهبری سیاسی بریتانیا را زیر سؤال برد و جدلهای بسیاری را برانگیخت. برخی بر این باورند که او در این موضع به سمت سوسیالیسم گراییده‌است. در ۱۹۴۵ پس از برقراری صلح به کمبریج بازگشت، اما دو سال بیشتر آنجا نماند. در ۱۹۴۷ به آکسفورد رفت و نزدیک به یکسال آنجا تدریس کرد. پس از آن وارد مدرسه اقتصادی لندن شد و از ۱۹۵۰ تا زمان بازنشستگی در ۱۹۶۹ به تدریس علوم سیاسی مشغول شد. او درجه فوق لیسانس تاریخ افکار سیاسی را در این مدرسه پایه‌گذاری کرد و تا ۷۰ سالگی ریاست این کرسی را برعهده داشت.

### بازنشستگی
اوکشات پس از آنکه بازنشسته شد، برای ادامه زندگی یک کلبه روستایی را برگزید؛ تصمیمی که به روحیات، افکار و ایده؛ های او در مخالفت با زندگی مدرن بازمی‌گشت. او سرانجام در ۱۹ دسامبر ۱۹۹۰ در خانه روستایی خویش درگذشت.

## اندیشه‌ها
اوکشات در یکی از اولین آثار اولیه خود تحت عنوان «تجربه و وجوه آن» استدلال می‌کند که طرح روشنگری در خصوص دریافت کل اندیشه و عمل انسان بر حسب مقوله علم ناممکن است، تجربه انسانی را نمی‌توان در چارچوب هیچ مقوله فکری واحدی فهمید، علم فقط یک الگو برای فهم امور است. او چهار جهان اندیشه را نام برده و از یک‌دیگر تمیز می‌دهد: جهان فلسفه، جهان تاریخ، جهان علم و جهان عمل.
اوکشات معتقد است که توتالیتاریسم اوج عقل‌گرایی است. به نظر اوکشات در عصر ما شناخت فلسفی در قالب عقل‌گرایی و ایدئولوژی در عالم عمل رخنه کرده و در اخلاق و سیاست اثری ویران‌گر گذاشته‌است. از دید او ریشه عقل‌گرایی در جامعه و سیاست به مساعی گم‌راه‌کننده دکارت و بیکن در جهت دست یابی به شناخت یقینی و قطعی بازمی‌گردد. اوکشات به ول‌تر، بنتام، مارکس و انگلس در مقام بانیان عقل‌گرایی در سیاست حمله می‌کند. وی حتی به فردریش هایک، که خود عقل‌گرایی معطوف به سازندگی را نقد می‌کند، خرده می‌گیرد و می‌گوید: «طرحی برای مقابله با هرگونه طراحی شاید بهتر از عکس آن باشد، اما خود متعلق به همان نوع از سیاست است.» یا مثلاً در مورد بنتام، او نه یک متفکر بزرگ انتقادی بل فرزند عصر خود بود. بنتام فیلسوف نبود. او فیلوزوف بود؛ کسی که به دانش سطحی ایمان داشت و «ساده لوحی معمولی» بود: عقلباور.
اوکشات در مقابل عقل‌گرایی و ایدئولوژی از مفهوم خاصی از سنت دفاع می‌کند. سنت در طی زمان و ناآگاهانه رشد می‌کند و مبین تجربه اصیل است، در حالی‌که عقل‌گرایی و ایدئولوژی، ذهنیتی مصنوعی می‌آفرینند. شناخت فقط در سنت و عمل حاصل می‌شود، و شناخت مبتنی بر سنت آموزاندنی نیست و نمی‌توان روشی برای آموزش آن به دست داد. باید در سنتی سیاسی زاده شویم تا آن را بفهمیم، حال آنکه عقل‌گرایان هیچ‌گاه نمی‌توانند وارد عرصه سنت شوند. سنت سیاسی مثل زبان مادری است که با عقل و ادراک پیشینی فرا گرفته نمی‌شود و دانستن قواعد برای کاربرد آن لازم نیست. گویندگان زبان سیاست هم نیازمند قواعد سیاست نیستند؛ بنابراین تحول در سنت نتیجه تعقل و تفکر نبوده‌است و انتخاب اخلاقی نیز هیچ‌گاه ممکن نیست.
در سنت بر عکس عقل‌گرایی و ایدئولوژی، عمل و اندیشه جدایی ناپذیر است. سنت وحدتی تجزیه‌ناپذیر دارد و از این رو از خودآگاهی و ایدئولوژی مصون است. از چنین دیدگاهی، مثلآ آزادی نه اصلی فلسفی و ایدئولوژیک است و نه مجموعه‌ای از حقوق مجزا، بلکه کلیت آزادی‌هایی تجزیه‌ناپذیر است که در عمل تکوین می‌یابد.

با این حال تعریف اوکشات از سنت، همچون هایک، تعریفی تکاملی است: 
سنت نه ثابت است و نه اتمام یافته. کانونی تغییرناپذیر ندارد که فهم در آن لنگر اندازد… بخش‌هایی از آن آهسته‌تر از بخش‌های دیگر دگرگون می‌شود، اما هیچ بخشی از آن مصون از تغییر نیست. همه چیز موقت است.
اوکشات در مقابل دولت و سیاست ایدئولوژیک و عقل‌گرا از اجتماع مدنی دفاع می‌کند و همین مفهوم جوهر لیبرالیسم اوست. از نظر او جامعه، به مثابه اجتماع مدنی، مجموعه‌ای است از افراد که بدون آنکه ضرورتآ اهدافی مشترک داشته باشند در زیر لوای قانون در کنار یک‌دیگر زندگی می‌کنند. وظیفه قانون این نیست که وظیفه‌ای بر آنان تحمیل یا هدفی برای‌شان تعیین کند. کار ویژه قانون اساسآ تسهیل رابطه میان افراد است. از این رو قانون در مفهوم درست آن محدودکننده آزادی فرد نیست. در نظر اوکشات هدف حکومت قانون در اجتماع مدنی تأمین اصول مجردی مانند حقوق و رفاه مردم نیست، بلکه فقط شرایطی را تضمین می‌کند که مردم در آن می‌توانند آزادانه مراوده کنند و با یکدیگر پیمان ببندند. قانون هدفی برای جامعه در نظر نمی‌گیرد، بلکه فقط به افراد کمک می‌کند که اهداف خصوصی خود را تعقیب کنند. پس قانون فی نفسه هدفی ندارد.
از نظر اوکشات کار حکومت فقط اجرای قواعدی است که بازیگران پذیرفته‌اند. حکومت باید مثل یک رئیس جلسه بر بحث میان اعضا بر طبق قواعد پذیرفته شده نظارت کند و خود از ورود به بحث بپرهیزد. شرط اصلی تحقق آزادی، پراکندگی قدرت و عدم تمرکز قدرت سیاسی است و همه لوازم اساسی دموکراسی و لیبرالیسم، از تفکیک دین از دولت و مالکیت خصوصی گرفته تا استقلال قوه قضاییه و حکومت پارلمانی از اجزای این اصل است. در دولت به مفهوم اجتماع مدنی، قواعد حاکم غیرابزاری است، یعنی متضمن طرح و هدفی معین نیست، بلکه فقط تحقق اهداف و طرح‌های خصوصی افراد را تضمین می‌کند.
اوکشات حق مالکیت خصوصی را شرط وجود آزادی می‌داند:مایکل اوکشات معتقد است: «از دیدگاه آزادی، مااحتمالا در زمینه نهاد مالکیت نسبت به سایر ترتیبات خود کمتر موفق بوده‌ایم. در حالی که هیچ تردیدی دربارهٔ بیشترین قرابت خصلت عام نهاد مالکیت با آزادی وجود ندارد: همین خصلت است که امکان توزیع گسترده قدرت را فراهم می‌آورد و به نحوی مؤثر از تمرکز عمده و خطرناک آن جلوگیری می‌کند. در این نیز هیچ تردیدی وجود ندارد که نهاد مالکیت متضمن حق مالکیت خصوصی است؛ یعنی به هر عضو بالغ جامعه اجازه می‌دهد تا از حقی مساوی در بهره‌مندی از اشتعدادهای شخصی متعلق به خود و هرچیز دیگری که از راه‌های اکتساب مجاز در جامعه به دست می‌آورد برخوردار باشد… این واقعیت که هیچ انسانی آزاد نیست مگر آن که از حق اختصاصی مالکیت بر استعدادهای شخصی و کارش برخوردار باشد مورد اعتقاد هر کسی است که آزادی را به این معنا به کار می‌برد. آن آزادی که انسانی را از بردگی رها می‌کند چیزی جز آزادی انتخاب و آزادی تحرک در میان سازمان‌ها، بنگاه‌ها و بازار کار مستقل و خودمختار نیست و آزادی متضمن وجود حق مالکیت خصوصی بر منابعی غیر از توانمندی‌های شخصی است. هرگاه وسایل تولید تحت نظارت یک قدرت واحد قرار گیرد نوعی از بردگی به دنبال آن خواهد آمد.»
منتقدان مالکیت خصوصی که به بازتوزیع ثروت معتقدند، می‌گویند حق مالکیت خصوصی نمی‌تواند حقی مساوی برای همه باشد چرا که ممکن است به معنای تصاحب حق دیگری به کار رود و حق برده‌داری را مثال می‌زنند. مایکل اوکشات در پاسخ می‌گوید: «حق مالکیت خصوصی مثل هر حق دیگری خود بازدارنده است: این حق، برده‌داری را نه از سر دلبخواه بلکه بدین دلیل ممنوع اعلام می‌کند که حق در اختیار داشتن یک انسان دیگر هرگز نمی‌تواند حقی باشد که هر عضو جامعه بتواند به‌طور مساوی از آن بهره‌مند شود. تنها به وسیله نهاد مالکیت خصوصی است که حداکثر توزیع قدرت ناشی از مالکیت حاصل می‌شود.